# Cu xanh seimun
Treron seimundi là một loài chim trong họ Columbidae. Loài này được tìm thấy ở Lào, Malaysia, Thái Lan, và Việt Nam.